# 台風の勢力
台風の勢力(たいふうのせいりょく、英:Tropical cyclone scales)は、台風の強さや大きさを表す目安となるものである。
現在の台風の勢力は玄倉川水難事故を基準に決められており、2000年以降の台風にのみ適用されている。　

## 台風の勢力の定義
台風の勢力は中心付近の最大風速と強風域の大きさで決まる。現在の台風の勢力は2000年に定められた制度である。これはかつて台風に発達する前の熱帯低気圧の階級を「弱い熱帯低気圧」と表記していたことにより、日本で多数の死亡者が出たことを契機に定められた基準である。1999年以前に適用されていた台風の勢力の定義はかつての台風の勢力の定義にて記載している。

### 中心付近の最大風速に関する勢力の定義

#### 台風
台風は、最大風速が18m/sから32m/sまでの台風の勢力。
一般的には勢力などは表示されない。（ただし2000年以降に限る）
しかし、中心付近の風があまり強くないだけで大雨を降らせる積乱雲が非常によく発達しているケースが多いため、雨による災害は起きやすい。
近年日本に上陸した台風では、令和4年台風第15号（タラス）が静岡県を中心に大雨による被害をもたらしている。この台風は、静岡市清水区に氾濫を引き起こし、１週間以上もの断水をもたらした。

#### 強い台風
強い勢力の台風とは、中心付近の最大風速が33m/s～43m/sまでの台風のことを意味する。
強い台風や強い勢力の台風と表記されることが多い。近年に日本に上陸した中では、平成30年台風第24号（チャーミー）や令和元年房総半島台風（ファクサイ）が挙げられる。このような台風は強い風を伴うことから倒木などを中心に被害が出やすく、令和元年房総半島台風のようなコンパクトな台風である場合は、気圧傾度力が非常に強くなり局地的に電柱や家の損壊などを伴う暴風となりやすい。

#### 非常に強い台風
非常に強い台風とは、最大風速が44m/sから53m/sまでの台風を意味する。この勢力になると、大規模災害発生の可能性が非常に高まる。
近年日本に上陸した中では、平成30年台風第21号（チェービー）や令和4年台風第14号（ナンマドル）などが挙げられる。このような台風は非常に強い風と大雨を伴うため、行政や国のレベルで対策を行うことが多い。令和4年台風第14号（ナンマドル）は通常の運用では川が氾濫することはわかっていたため、事前にダムの水を放流するなどして水害を防ぐような対策をした。その結果多くの川の氾濫を食い止めることに成功し、死者や住宅被害がかなり減ったとされている。
しかし、事前の対策があったのにもかかわらず強風による事故などが発生してしまうケースもある。平成30年台風第21号では、自転車の駐輪場が空を舞うような突風が吹き荒れた結果、関西国際空港タンカー衝突事件などが発生してしまったケースがその一例である。
また、この勢力になると高波の被害も大きい。同じ平成30年台風第21号（チェービー）では関西国際空港が高波により沈むというケースがあった。

#### 猛烈な台風
猛烈な台風とは、54m/s以上の台風のことを指す。気象庁の定義ではこれ以上強い勢力の台風は存在しない。
この勢力になると、台風が訪れた地域は『再建不可能なレベル』の致命的な災害が起きる可能性がある。
近年日本でこの勢力で上陸した台風はない。しかし、沖縄などの離島地域ではこれに匹敵する勢力で台風が上空を通過したケースが存在する。沖永良部台風（ベイブ）や平成27年台風第21号（ドゥージェン）がその例である。平成27年台風第21号が上空を通過した与那国島では、島内全域で住家の損壊が発生し、停電や断水、ライフラインのアクセスが1週間以上停止した状態となった。
猛烈な勢力の台風が上陸または通過した場合は、多くの場合歴史的な被害を残すことが予想され令和4年台風第14号（ナンマドル）が接近したときのように「気象庁職員ですら見たことがないような台風」と形容されることもある。

#### スーパー台風（JTWCによる定義）
スーパー台風とは、最大風速が67m/s以上の台風を指す。
スーパー台風は、気象庁の定義に直すと猛烈な台風に該当する。
合同台風警報センター(JTWC)は台風の階級に直すと、「カテゴリー4もしくはカテゴリー5」がスーパー タイフーンに該当する。よく勘違いされるが、スーパー タイフーンはあくまで階級表記であり、サファ・シンプソン・ハリケーン・ウィンド・スケールに伴う分類ではないため、カテゴリーに直すと4と5に該当する。
近年は地球温暖化の影響もあり、1年に1~3個ほどの台風はスーパー台風に発達するものがある。
日本にこれに相当する勢力で上陸したものはないが、フィリピンでは平成25年台風第30号などがスーパータイフーンの勢力を保ったまま上陸した。この規模になると都市レベルで壊滅的な被害が出るため、非常に警戒が必要である。また、平成22年台風第13号は奄美群島付近の前線活動を活発化させて記録的な大雨をもたらしている。

### 強風域の大きさに関する定義

#### 大型
大型の台風とは、強風域の大きさが直径1000km以上の台風を指す。
この大きさになると日本の本州の大部分を覆うため、広い範囲での被害が起きやすい。ただし気圧傾向度が緩やかなため風の被害が伴うことよりも雨による被害が多い。
近年日本に上陸した中では、令和元年東日本台風（ハギビス）のような広範囲に大きな爪痕を残した台風などがあげられる。このような大きな台風では普段被害が出ない場所でも被害が出ることがある。例えば八王子市の創業から100年以上立つ高尾駅で浸水被害が発生した。これは浅川上流の南浅川が氾濫したために起こった出来事である。

#### 超大型
超大型の台風とは、強風域の大きさが直径1600km以上の台風を指す。
この大きさになると本州全域を完全に覆いつくし、北海道や九州までも強風域に含まれる。ここまで大きいと気圧傾向度があまりにも緩やかなため「強風域の中なのに晴れている。」と言った現象が発生する場合もある。例としては平成29年台風第21号（ラン）のように超大型の勢力で上陸したのにもかかわらず、強風域から離れた九州地方北部では晴れていたというケースである。しかしそれと同時に大型の台風と同様に広範囲に大雨による災害をもたらすことがある

## かつての表記基準
超大型～大型、猛烈な～強いまでの台風表記は現在のものと同じであるためこの項目では説明しない。

### 中心付近の最大風速に関する勢力の定義

#### 並みの台風
現在のシビア・トロピカル・ストームに該当する。

#### 弱い台風
現在のトロピカル・ストームに該当する。

### 強風域の大きさに関する定義

#### 中型の
強風域の大きさが500km未満、300km以上。

#### 小型の
強風域の大きさが300km未満、200km以上。

#### ごく小さい
強風域の大きさが200km未満

## 2000年以降の台風（JTWC基準）
「台風」以外の勢力になった台風(2000年以降)は、基本的に合同台風警報センター(JTWC)を基準とする

### トロピカルストームの台風一覧
（トロピカル・デプレッションに該当する勢力の台風はここでは記載しない。
| 台風名  | 発生日  | アジア名     | 日本への影響 （直接的に、最初の被害 | その他の情報・特徴 |
| ------- | ------- | ------------ | ----------------------------------- | ------------------ |
| 台風1号 | 1月3日  | ボラヴェン   | 影響なし                            |                    |
| 台風2号 | 2月11日 | サンバ       | 影響なし                            |                    |
| 台風4号 | 6月5日  | イーウィニャ | 影響なし                            |                    |
| 台風5号 | 6月8日  | マリクシ     | 沖縄県に接近                        |                    |
| 台風6号 | 6月15日 | ケーミー     | 沖縄県に接近                        |                    |
|         |         |              |                                     |                    |
|         |         |              |                                     |                    |
|         |         |              |                                     |                    |

| 台風名   | 発生日   | アジア名   | 日本への影響 （直接的に、最初の被害） | その他の情報・特徴                                                                                      |
| -------- | -------- | ---------- | ------------------------------------- | --- |
| 台風1号  | 1月1日   | パブーク   | 影響なし                              | ・1号が発生した時刻は統計開始以降1位 ・台風からサイクロンへの越境台風は、1997年の台風26号以来約21年ぶり |
| 台風3号  | 6月27日  | セーパット | 九州地方に接近                        | ・平均速度（時速）が統計開始以降3位                                                                     |
| 台風4号  | 7月2日   | ムーン     | 影響なし                              | |
| 台風5号  | 7月16日  | ダナス     | 石垣島を通過                          | ・梅雨前線が活発化 ・一時は長崎県で大雨特別警報発表                                                     |
| 台風6号  | 7月26日  | ナーリー   | 三重県に上陸                          | ・岐阜県付近で熱帯低気圧に変わる                                                                        |
| 台風7号  | 7月31日  | ウィパー   | 影響なし                              | |
| 台風11号 | 8月21日  | バイルー   | 影響なし                              | |
| 台風12号 | 8月28日  | ポードル   | 影響なし                              | |
| 台風14号 | 9月2日   | カジキ     | 影響なし                              | |
| 台風16号 | 9月15日  | ペイパー   | 小笠原諸島へ接近                      | |
| 台風22号 | 10月30日 | マットゥモ | 影響なし                              | |

| 台風名   | 発生日   | アジア名   | 日本への影響 （直接的、最初の被害） | その他の情報・特徴                  |
| -------- | -------- | ---------- | ----------------------------------- | ----------------------------------- |
| 台風2号  | 6月12日  | ヌーリ     | 影響なし                            |                                     |
| 台風3号  | 8月1日   | シンラコウ | 影響なし                            | ・7月に台風発生なしは統計開始以来初 |
| 台風5号  | 8月9日   | チャンミー | 沖縄県に接近                        |                                     |
| 台風7号  | 8月18日  | ヒーゴス   | 影響なし                            |                                     |
| 台風11号 | 9月16日  | ノウル     | 影響なし                            |                                     |
| 台風12号 | 9月21日  | ドルフィン | 関東地方に接近                      |                                     |
| 台風15号 | 10月11日 | リンファ   | 影響なし                            |                                     |
| 台風16号 | 10月12日 | ナンカー   | 影響なし                            |                                     |
| 台風20号 | 10月29日 | アッサニー | 影響なし                            |                                     |
| 台風21号 | 11月9日  | アータウ   | 影響なし                            |                                     |
| 台風23号 | 12月20日 | クロヴァン | 影響なし                            |                                     |

| 台風名   | 発生日  | アジア名     | 日本への影響 （直接的に、最初の被害） | その他の情報・特徴 |
| -------- | ------- | ------------ | ------------------------------------- | ------------------ |
| 台風1号  | 2月18日 | ドゥージェン | 影響なし                              |                    |
| 台風3号  | 5月31日 | チョーイワン | 沖縄県に接近                          |                    |
| 台風4号  | 6月12日 | コグマ       | 影響なし                              |                    |
| 台風8号  | 7月23日 | ニパルタック | 宮城県に上陸                          |                    |
| 台風9号  | 8月4日  | ルピート     | 鹿児島県に上陸                        |                    |
| 台風10号 | 8月5日  | ミリネ       | 関東地方へ接近                        |                    |
| 台風11号 | 8月5日  | ニーダ       | 影響なし                              |                    |
| 台風12号 | 8月20日 | オーマイス   | 沖縄県を通過（宮古島）                |                    |
| 台風15号 | 9月23日 | ディアンムー | 影響なし                              |                    |

### カテゴリー1の台風一覧
| 台風名   | 発生日   | アジア名     | 日本への影響 （直接的に、最初の被害） | その他の情報・特徴 |
| -------- | -------- | ------------ | ------------------------------------- | ------------------ |
| 台風8号  | 8月2日   | フランシスコ | 宮崎県に上陸                          |                    |
| 台風17号 | 9月19日  | ターファー   | 沖縄県に接近                          |                    |
| 台風24号 | 11月6日  | ナクリー     | 影響なし                              |                    |
| 台風27号 | 11月20日 | フォンヴォン | 先島諸島に接近                        |                    |

| 台風名   | 発生日   | アジア名   | 日本への影響 （直接的に、最初の被害） | その他の情報・特徴 |
| -------- | -------- | ---------- | ------------------------------------- | ------------------ |
| 台風4号  | 8月1日   | ハグピート | 沖縄県を通過（与那国島）              |                    |
| 台風6号  | 8月10日  | メーカラー | 影響なし                              |                    |
| 台風13号 | 9月27日  | クジラ     | 影響なし                              |                    |
| 台風14号 | 10月5日  | チャンホン | 紀伊半島に接近                        |                    |
| 台風17号 | 10月20日 | ソウデル   | 影響なし                              |                    |

| 台風名   | 発生日  | アジア名   | 日本への影響 （直接的に、最初の被害） | その他の情報・特徴 |
| -------- | ------- | ---------- | ------------------------------------- | ------------------ |
| 台風5号  | 6月23日 | チャンパー | 小笠原諸島などに接近                  |                    |
| 台風7号  | 7月19日 | チャンパカ | 影響なし                              |                    |
| 台風13号 | 9月6日  | コンソン   | 影響なし                              |                    |

### カテゴリー2の台風一覧
| 台風名   | 発生日   | アジア名   | 日本への影響 （直接的に、最初の被害） | その他の情報・特徴 |
| -------- | -------- | ---------- | ------------------------------------- | ------------------ |
| 台風18号 | 9月28日  | ミートク   | 与那国島に接近                        |                    |
| 台風20号 | 10月17日 | ノグリー   | 沖縄県に接近                          |                    |
| 台風26号 | 11月14日 | カルマエギ | 影響なし                              |                    |

2020年はカテゴリー2の台風なし
| 台風名  | 発生日  | アジア名 | 日本への影響 （直接的に、最初の被害） | その他の情報・特徴 |
| ------- | ------- | -------- | ------------------------------------- | ------------------ |
| 台風6号 | 7月18日 | インファ | 沖縄県に接近                          |                    |

### カテゴリー3の台風一覧
| 台風名   | 発生日   | アジア名     | 日本への影響 （直接的に、最初の被害） | その他の情報・特徴                                                |
| -------- | -------- | ------------ | ------------------------------------- | ----------------------------------------------------------------- |
| 台風10号 | 8月6日   | クローサ     | 愛媛県を通過                          | ・2017年台風21号以来の「超大型」の台風 ・愛媛県通過後広島県へ上陸 |
| 台風29号 | 12月22日 | ファンフォン | 影響なし                              |                                                                   |

| 台風名   | 発生日   | アジア名     | 日本への影響 （直接的に、最初の被害） | その他の情報・特徴                  |
| -------- | -------- | ------------ | ------------------------------------- | ----------------------------------- |
| 台風1号  | 5月12日  | ヴォンフォン | 沖縄県に接近                          | ・5月に1号が発生は2016年以来4年ぶり |
| 台風8号  | 8月22日  | バービー     | 沖縄県に接近                          |                                     |
| 台風18号 | 10月25日 | モラヴェ     | 影響なし                              |                                     |

| 台風名 | 発生日 | アジア名 | 日本への影響 （直接的に、最初の被害） | その他の情報・特徴 |
| ------ | ------ | -------- | ------------------------------------- | ------------------ |
|        |        |          |                                       |                    |

### カテゴリー4（スーパー・タイフーンを含む）の台風一覧
| 台風名   | 発生日   | アジア名   | 日本への影響 （直接的に、最初の被害） | その他の情報・特徴                                 |
| -------- | -------- | ---------- | ------------------------------------- | -------------------------------------------------- |
| 台風9号  | 8月4日   | レキマー   | 沖縄県に接近                          | ・猛烈な勢力に（925hPa）                           |
| 台風13号 | 9月2日   | レンレン   | 沖縄県を通過（宮古島）                | ・宮古空港で観測史上1位の最大瞬間風速61.2m/sを観測 |
| 台風15号 | 9月5日   | ファクサイ | 千葉県に上陸                          | ・房総半島中心に大規模停電発生                     |
| 台風25号 | 11月12日 | フンシェン | 小笠原諸島に接近                      |                                                    |
| 台風28号 | 11月26日 | カンムリ   | 影響なし                              |                                                    |

| 台風名   | 発生日  | アジア名   | 日本への影響 （直接的に、最初の被害） | その他の情報・特徴 |
| -------- | ------- | ---------- | ------------------------------------- | ------------------ |
| 台風9号  | 8月28日 | メイサーク | 沖縄県に接近                          |                    |
| 台風10号 | 9月1日  | ハイシェン | 奄美地方に接近                        |                    |
| 台風22号 | 11月9日 | ヴァムコー | 影響なし                              |                    |

| 台風名   | 発生日  | アジア名   | 日本への影響 （直接的に、最初の被害） | その他の情報・特徴 |
| -------- | ------- | ---------- | ------------------------------------- | ------------------ |
| 台風16号 | 9月23日 | ミンドゥル | 関東地方へ接近                        |                    |

### カテゴリー5(スーパータイフーン)の台風一覧
| 台風名   | 発生日   | アジア名     | 日本への影響 （直接的に、最初の被害） | その他の情報・特徴                                                           |
| -------- | -------- | ------------ | ------------------------------------- | ---------------------------------------------------------------------------- |
| 台風2号  | 2月20日  | ウーティップ | 影響なし                              | ・2月に猛烈な勢力へ発達するのは、最大風速の データがある1977年以降初である。 |
| 台風19号 | 10月6日  | ハギビス     | 静岡県に上陸                          | ・河川の氾濫など、関東地方を中心に深刻な被害が出た。                         |
| 台風21号 | 10月19日 | ブアローイ   | 南鳥島に接近                          |                                                                              |
| 台風23号 | 11月2日  | ハーロン     | 影響なし                              |                                                                              |

| 台風名   | 発生日   | アジア名 | 日本への影響 （直接的に、最初の被害） | その他の情報・特徴 |
| -------- | -------- | -------- | ------------------------------------- | ------------------ |
| 台風19号 | 10月29日 | コーニー | 影響なし                              |                    |

| 台風名   | 発生日  | アジア名  | 日本への影響 （直接的に、最初の被害） | その他の情報・特徴                                          |
| -------- | ------- | --------- | ------------------------------------- | ----------------------------------------------------------- |
| 台風2号  | 4月14日 | スリゲ    | 影響なし                              | ・最低気圧がピーク時には895hPa、中心付近の最大風速は60m/sに |
| 台風14号 | 9月7日  | チャンス― | 八重山地方に接近                      | ・ピーク時は905hPa、中心付近の最大風速は60m/sに猛発達       |

## 関連ページ
- 年別台風記事一覧